# (3013) Dobrovoleva
(3013) Dobrovoleva est un astéroïde de la ceinture principale. Il a été découvert le 23 septembre 1979 par l'astronome soviétique Nikolaï Tchernykh. Sa désignation provisoire était 1979 SD7.
Il tire son nom de l'astrophysicien soviétique Oleg Vasiljevic Dobrovolski.